# كيراتا (أسطورة)
کيراتا (بالإنجليزية: Kirata)‏ أجمل الرجال في أساطیر جزر مكرونيزيا شرقي الفلبين وهو الجد الأول للبشر في جزر جلبرت، وكان الشاب جميلا -فهو ابن إلهة الشجر- لدرجة أن أي امرأة يمكن أن تحمل منه بمجرد أن تنظر إلى جسمه.